# 佩氏割齒喉盤魚
佩氏割齒喉盤魚（學名：Tomicodon petersii），為輻鰭魚綱鱸形目喉盤魚亞目喉盤魚科的其中一種，分布於東太平洋區，從墨西哥至秘魯海域，體長可達3.5公分，屬底棲性魚類，棲息在岩石海岸，屬雜食性，以藻類、底棲性無脊椎動物為食。